# آبشار برنجه
آبشار برنجه (تاف) از نوع آبشارهای پلکانی بوده و از سه پله تشکیل شده‌است. در مجموع ارتفاع این آبشار در حدود ۷۵۰ متر و بلندترین آبشار فصلی ایران است. برخی منابع بر این باورند که این آبشار دارای رتبه ۱۳ از نظر ارتفاع در جهان است.
این آبشار هرچند در تمام طول سال آب دارد ولی مقدار آب آن در فصول دیگر سال به جز اواخر زمستان و بهار آنچنان کم است که به نوعی می‌توان آن را در لیست آبشارهای فصلی لرستان قرار داد؛ بیشترین آب‌دهی از اوایل فروردین ماه تا اواسط خرداد و بعد از به تدریج از میزان آبدهی آن کم می‌شود. این امکان وجود دارد که با انحراف مسیر سرچشمه‌های دائمی که در نزدیکی این آبشار قرار دارد، مقدار حجم خروجی آب این آبشار به صورت چشم‌گیری افزایش یابد و دائمی شود.

## مسیر دسترسی
این آبشار در ۲ کیلومتری غرب روستای پیرامام و همجوار روستای سرتنگ برزه در بخش زز و ماهرو از توابع شهرستان الیگودرز استان لرستان قرار دارد.
به علت دور بودن این آبشار چندان که باید شناخته شده نیست برای دسترسی به این آبشار می‌توان از طریق محور الیگودرز شول آباد فرعی پیرامام استفاده کرد.